# 維吉尼亞州第五十八步兵團
維吉尼亞州第五十八步兵團（英語：58th Virginia Infantry Regiment）於1861年10月13日成立。西維吉尼亞州獨立前該兵團一直在維吉尼亞州西部作戰。
第五十八步兵團是石牆傑克森麾下的一個兵團，與其餘數個不同的兵團（如維吉尼亞州第五步兵團）組成了一支人數達6,500人的著名石牆旅（Stonewall Brigade）。

## 戰場生涯
參與了不少重大戰役如雪倫多亞谷會戰中的第一次溫徹斯特之役及共和港之役、第二次馬納沙斯之役、細德路之役、香提弟之役和沙士堡之役等等後，此步兵團被指派去看守所上千名聯邦俘虜，直至1863年末，聯邦軍隊再度侵入南方領土。
於莽原之役、斯波遮凡尼亞之役和冷港之役等，南軍無法阻擋格蘭特的強大攻勢，第五十八步兵團其後奉命守衛林赤堡，成功後，步兵團又趕往不少地區奮戰，如門諾卡西之役（Monocacy）、斯提芬斯堡之役、第三次溫徹斯特之役、非瑟丘之役（Fisher's Hill）和細得溪之役。而於彼得斯堡圍城戰後仍然生還的第五十八步兵團成員只餘下68人；這或可算是第五十八步兵團的戰場生涯之終結。